# Tafelberg (Suriname)
De Tafelberg is met 1026 meter boven de zeespiegel een van de hoogste bergen in Suriname. De berg ligt in het voormalige natuurreservaat Tafelberg, tegenwoordig onderdeel van het Centraal Suriname Natuurreservaat. Het is een populaire expeditiebestemming. De berg heeft een driehoekige vorm, het plateau is vlak, 10 kilometer breed, met zijden van 15 kilometer. De wanden zijn steil en alleen begaanbaar vanaf de noordwestzijde. Deze tafelberg is een tepui en vormt de meest oostelijk gelegen getuigenberg van de Roraima Supergroep, die in Suriname de Tafelberg Formatie wordt genoemd. 

## Endemisme
De boom Aniba percoriacea is alleen hier aangetroffen.